# Vaderlandse geschiedenis
Vaderlandse geschiedenis is de traditionele naam voor het schoolvak in het lager onderwijs, waarin de geschiedenis van Nederland werd onderwezen. Vaderlandse geschiedenis werd onderscheiden van Bijbelse geschiedenis. Op middelbare scholen werd ook Algemene geschiedenis onderwezen, waarbij de gebeurtenissen in internationaal, lees: voornamelijk Europees, verband werden gezien.
Met de vaderlandse geschiedenis werd kennis over het verleden overgedragen, maar ook werd een patriottisch gevoel versterkt. Veel aandacht ging uit naar glorieuze gebeurtenissen, zoals de opstand der Bataven tegen de Romeinen, de uitvinding van de boekdrukkunst (die voor Laurens Janszoon Coster werd opgeëist), de Tachtigjarige Oorlog en vestiging van het Verenigd Koninkrijk der Nederlanden in 1813.
Kinderen leerden jaartallen op te dreunen: "Vijftig jaar voor Christus de Romeinen in ons land..." en "1600 Slag bij Nieuwpoort". Voor de Graven van Holland was een fraai ezelsbruggetje: "Dikkie Dikkie Aarnout, Dikkie Dikkie Flo, Dikkie Flo, Dikkie Flo, Dikkie Ada, Willem Flo, Willem Flo, Jan", waarbij Dikkie stond voor Dirk, en Flo voor Floris.
Het begrip Vaderlandse geschiedenis is in de laatste decennia in onbruik geraakt, omdat het werd geassocieerd met nationalisme en oubolligheid. Kinderen zouden te weinig oog krijgen voor de keerzijde van de geschiedenis, zoals de slavernij. Ook zou de nadruk te veel liggen op feiten, en te weinig op begrip. Het geschiedenisonderwijs werd daarom meer thematisch aangeboden.
De laatste jaren beleeft de vaderlandse geschiedenis een herwaardering. Historici vinden dat de chronologie weer meer aandacht moet krijgen. De historicus Piet de Rooy schreef een canon, waarin de belangrijkste feiten op een rijtje staan. En de heruitgave van de schoolplaten van J.H. Isings, met begeleidende teksten van Jan Blokker en zijn zonen, werd een groot verkoopsucces.

## Groen van Prinsterer
De antirevolutionair en conservatieve staatsman Guillaume Groen van Prinsterer (1801-1876) zag de Opstand als godsdienstoorlog met daarin een centrale rol voor de calvinisten. Ook R.C. Bakhuizen van den Brink (1810-1865), een protestants liberaal, sloot zich hierbij aan.

## Robert Fruin
Het werk van de vader van de moderne Nederlandse historiografie, de Leidse historicus Robert Fruin (1823-1899), had een ander doel. Hij benadrukte vooral dat de Spaanse regering vreemd en anti-nationaal was, en dat alle inwoners, katholieken inbegrepen, streden voor het behoud van oude rechten. Fruin introduceerde een nieuwe werkwijze: de onpartijdigheid door objectief onderzoek. Fruin kende veel navolging, wat echter niet leidde tot minder historiografische tegenstellingen. De historiografie raakte zelfs in zekere mate verwaterd.

## P.J. Blok
Petrus Johannes Blok

## Henri Pirenne
De Belgische historicus Henri Pirenne (1862-1935) had in zijn Histoire de Belgique (1900-1932) vooral oog voor de stedelijke welgestelden die in zijn ogen uit louter economische overwegingen voor het calvinisme kozen. De katholieke leer had de vrije handelsuitoefening immers sterk beknot en er was een verbod op het maken van winst.

## Pieter Geijl
Pieter Geijl (1887-1966) propageerde de Groot-Nederlandse gedachte, die de Nederlandse gewesten beschouwde als behorend tot één gemeenschappelijke (16de-eeuwse) stam, met één taal en één cultuur. In dit opzicht zette hij zich af tegen de visie van Pirenne en Blok, die volgens Geijl het in de negentiende eeuw ontstaan van de gescheiden staten België en Nederland terug projecteerden in hun nationale, vaderlandse geschiedschrijving, alsof de scheiding tussen de Noordelijke en Zuidelijke Nederlanden in de tweede helft zestiende eeuw een onafwendbaar en noodzakelijk gebeuren was geweest.

## Jan Romein
De Nederlandse marxistische historicus Jan Romein (1893-1962) onderscheidde zes fasen in de beeldvorming van de geschiedschrijving:
Het beeld van de tijdgenoot (fase van de werkelijkheid zelf)
- De tijdgenoot die na het gebeurde kan terugkijken en de gebeurtenis kan "isoleren" en daarmee dus beschrijven (fase van de gezeefde werkelijkheid)
- De epische fase van het ononderbroken geschiedverhaal (een volledig maar op zichzelf nog zinloos verhaal)
- De dramatische fase van de geschiedvoorstelling, het verhaal wordt uitgezocht, gerangschikt en naar behoren in "bedrijven" verdeeld. Pas de na-tijdgenoot kan haar geven
- Het beeld in eigenlijke zin. De bontheid van de veelsoortige overleveringen van vorige fasen worden tot enkele lijnen terug gebracht.
- De vrucht van de verwetenschappelijking van de historiografie. In plaats van het synthetische begrip treedt het analytische inzicht.

In de middeleeuwse historiografie was de kroniek, die een chronologische opsomming gaf van wat er op één bepaalde plaats gebeurde, een geliefd genre. Onder invloed van de renaissance veranderde de historiografie in de 16de en volgende eeuwen fundamenteel.
Memoralistische werken, politiek-filosofische werken en historisch-geografische werken, meestal niet door geestelijken maar door leken geschreven, zagen het licht. De boekdrukkunst maakte een brede en aanhoudende verspreiding mogelijk. Al in de 17e eeuw was de Opstand een geliefd onderwerp van historische publicaties.
Tijdgenoten gaven aan de Opstand twee betekenissen:
- strijd om de vrijheid
- strijd om de godsdienst.

Deze thema's komen ook terug bij de twee grote 17de-eeuwse schrijvers Hugo de Groot (1583-1645) en Pieter Corneliszoon Hooft (1581-1647). Naar Romeins model zou het hier om schrijvers uit de vierde fase gaan. Ook Jan Wagenaar (1709-1773) past nog in dit rijtje met zijn 21-delige Vaderlandse Historie.

## Jacques Presser
Jacques Presser
Pressers vaderlandse geschiedschrijving bestaat uit twee boeken: De Tachtigjarige Oorlog (1941, zesde druk 1978) en Ondergang. De vervolging en verdelging van het Nederlandse Jodendom 1940-1945 (1965, achtste druk 1985). 
De Tachtigjarige Oorlog verscheen op naam van Pressers vakgenoot B.W. Schaper tijdens de Duitse bezetting toen de belangstelling voor de eigen vaderlandse geschiedenis enorm toenam. Dit goed geschreven en geïllustreerde boek over de Nederlandse opstand tegen de Spaanse onderdrukking riep bij de lezers onvermijdelijk associaties op met de Duitse onderdrukking en de Nederlandse vrijheidswil. De eerste druk was spoedig uitverkocht en de tweede (1942) werd al snel door de bezetter verboden. Pas na de oorlog kon het boek voor het eerst onder Pressers auteursnaam verschijnen.
Ondergang is als indringend geschreven historische studie en tegelijk literair en beeldend gedenkboek te beschouwen als Pressers hoofdwerk. Na verschijning ervan nam de aandacht sterk toe voor de Jodenvervolging en het tekortschieten van de Nederlandse samenleving ten opzichte van de joodse medeburgers tijdens de oorlog.

## Annie Romein
Annie Romein-Verschoor

## Erich Kuttner
De naar Nederland uitgeweken marxist Erich Kuttner stelde in zijn Het hongerjaar 1566 (postuum verschenen in 1946) dat de wanhoop en de honger het proletariaat tot de Opstand had gedreven. Daartegenover stelde de Belgische historicus Herman van der Wee in 1968 juist dat armoede tot geestelijke afstomping, tot fatalisme en immobilisme leidt, terwijl betere levenscondities door grotere onafhankelijkheid, het individualisme en rationalisme prikkelen en de kritische instelling van de massa verscherpen.

## Bernard H. Slicher van Bath
Bernard Slicher van Bath

## Ludovicus Jacobus Rogier
Daar waar R.C. Bakhuizen van den Brink nog meende dat de adel tijdens de Opstand gedegenereerd en passief geweest was, werd dit door H.Enno van Gelder (1889-1973) ontkracht. Van Gelder ging echter zover dat hij de Opstand vergeleek met de Tweede Wereldoorlog, hetgeen de Nijmeegse hoogleraar L.J. Rogier (1894-1974) een gevaarlijke wijze van voorstellen vond.
De katholiek L.J. Rogier kwam tevens tot een herwaardering van de rol van de katholieken in de Opstand. Zo bleef de verzuiling in de geschiedschrijving bestaan en was er vaak sprake van een vorm van politieke en religieuze geschiedschrijving omtrent de Opstand. Rogier is de belangrijkste historicus die het katholieke volksdeel in Nederland in de twintigste eeuw heeft opgeleverd.
Later werd meer de nadruk gelegd op de invloed van de wereldeconomie op de sociale en politieke processen.
In de tweede helft van de jaren zestig van de twintigste eeuw kwam de sociale geschiedschrijving naar boven door de opkomst van allerlei emancipatiebewegingen. Een representant hiervan is de Belgische historicus Hugo Soly, met zijn bijdrage in de Geschiedenis van Vlaanderen.

## Annales
In de loop van de jaren tachtig vond de cultuur- en mentaliteitsgeschiedenis in Nederland grote weerklank met een sterke invloed vanuit de Franse school van de Annales.

## Simon Schama
De Engelsman Simon Schama heeft het thema van de mentaliteitsgeschiedenis zijdelings aangesneden in zijn omstreden werk Overvloed en onbehagen. De Nederlandse cultuur in de Gouden Eeuw. Schama is een narrativistische geschiedschrijver. Hij bekommerde zich minder strikt om een wetenschappelijke benadering, maar wil vooral een boeiend verhaal schrijven waarbij beeldvorming niet wordt geschuwd. Schama legt bijvoorbeeld een verband tussen de strijd tegen het water en de Opstand (ondanks dat deze in Brabant en Vlaanderen is begonnen).

## Het probleem van de synthese
Na de zesde fase van Jan Romein moet er eigenlijk een zevende fase komen waarin een meer wetenschappelijk verantwoord totaalbeeld ontstaat (de synthese).
Deze synthese wordt echter door een aantal factoren bemoeilijkt:
- toegenomen kennis
- meer invalshoeken (economische, sociale, internationale enz.)
- meer studies
- toegenomen specialisatie.

De Franse historicus Fernand Braudel introduceerde de gelaagd-structuralistische beschouwingswijze. Hij onderscheidt drie tijdslagen waarin de geschiedenis zich afspeelt:
1. de longue durée: gebeurtenissen op de lange duur (structuren); fundamentele veranderingen die voor tijdgenoten niet of nauwelijks zichtbaar zijn
2. gebeurtenissen van middellange duur die met een zekere regelmaat weerkeren (conjuncturen); deze zijn van minder belang voor de verandering van de samenleving
3. gebeurtenissen van korte duur (evenementen); hierdoor wordt de loop van de geschiedenis nauwelijks beïnvloed.

Braudels concepten waren in de jaren zeventig en tachtig populair, maar ondervinden tegenwoordig steeds meer tegenwind.